# Emmendingen
Emmendingen er en by i den tyske delstat Baden-Württemberg, i det sydvestlige Tyskland. Byen har 26.330 indbyggere (2006).